# Хербрехтинген
Хербрехтинген (њем. Herbrechtingen) град је у њемачкој савезној држави Баден-Виртемберг. Једно је од 11 општинских средишта округа Хајденхајм. Према процјени из 2010. у граду је живјело 13.106 становника. Посједује регионалну шифру (AGS) 8135020.

## Географски и демографски подаци
Хербрехтинген се налази у савезној држави Баден-Виртемберг у округу Хајденхајм. Град се налази на надморској висини од 471 метра. Површина општине износи 58,6 km². У самом граду је, према процјени из 2010. године, живјело 13.106 становника. Просјечна густина становништва износи 224 становника/km².